# 伊波杏樹
伊波杏樹（日语：／ Inami Anju，1996年2月7日—）是日本的女性聲優、演員，經紀公司為Sony Music Artists。

## 簡史
- 2012年在SMA主辦的第二屆「Anistoteles」選秀活動中獲得準優勝。
- 2013年7月於作品中出演相馬秋乃，據本人提到是舞台劇出道作。
- 2013年11月於「陽光中的青時雨」中首次出演主角陽向。
- 2014年於名作遊戲改編的網路動畫「Wonder Momo（日语：ワンダーモモ）」中擔當插入曲（2話ED）及為其作中角色藤田佑美配音。
- 2015年於日本TOHO Cinemas的過場動畫「動畫同好會」中出演繪里香。
- 2015年於「歌喉讚」（英語：Pitch Perfect）作品中出演主角貝卡，據本人所說是第一次嘗試為海外作品日語吹替，完成了自己的夢想。[1][2][3]
- 2015年2月初次以Solo名義演唱了「大圖書館的牧羊人 -Library Party-」作品的主題曲「Good Shepherd」。
- 2015年3月至6月於「Live Spectacle 《NARUTO-火影忍者-》」舞台剧中出演山中井野[4][5]。此作品除了在日本公演外也有在新加坡、澳門、馬來西亞進行公演。
- 2015年4月為Rejet的廣播劇CD「LOVE★DON!!★QUIXOTE」演唱了主題曲「LOVE☆DON!!」。
- 2015年7月於作品中初演出演押本百合。
- 2015年12月於「超級槍彈辯駁2 再會了絕望學園」作品中出演澪田唯吹。
- 2016年被獲選為「Love Live! Sunshine!!」的主角高海千歌的聲優。
- 2016年3月於「JYUKAI-DEN -桃源-」作品中出演女主角花林。
- 2016年5月於「Live Fantasy FAIRY TAIL」作品中出演安潔兒。
- 2022年7月公开为語音合成软件CeVIO中声库“铃木梓梓弥”的音源提供者。[6]

## 人物
- 據本人述說國中三年期間有在練空手道，特技為迴旋踢，經常被別人說很強。
- 很喜歡唱歌。喜歡LUSH（化妝品品牌）和去星巴克。興趣是看電影及一個人逛水族館，喜歡水族館喜歡到曾在廣播節目中提到中一億元的話想在家裡蓋水族館。
- 經常被別人說但是卻完全沒有自覺的吐槽役，甚至認為自己比起吐槽役更偏向於裝傻役。
- 家中有養一隻名為チャイくん的狗。
- 憧憬的聲優為平野綾。
- 本身在出演Love Live! Sunshine!!前就非常喜欢Love Live!，並從Twitter上能夠得知喜歡的角色為小泉花陽。

## 演出作品
※粗體字代表主要角色。

### 電視動畫
2016年
- Love Live! Sunshine!!（高海千歌）

2017年
- Love Live! Sunshine!! 第2期（高海千歌）
- 動畫同好會（青山繪里香）
- 無論何時我們的戀情都是10厘米。（少女A）

2018年
- Anima Yell!（漫畫研究社成員）

2022年
- BUILD DIVIDE -#FFFFFF-（梅莉莎）

2023年
- 幻日夜羽 -鏡中暉光-（千歌）

### 劇場版動畫
2013年
- 陽光中的青時雨（陽向）

2015年
- 動畫同好會（繪里香）

2019年
- Love Live! Sunshine!! 學園偶像電影～彩虹彼端～（高海千歌）

### 網路動畫
2014年
- Wonder Momo（藤田祐美）

### 遊戲
2014年
- 東京七姐妹（吉達鑽石）

2015年
- 魔女異聞錄：伊絲塔利亞傳說（蘭斯洛特）
- Shooting Girl（米平令美）

2016年
- 雷姆利亞 〜Strada Of Chain〜（葵）
- Love Live! 學園偶像祭（高海千歌）

2017年
- 新槍彈辯駁V3 大家的自相殘殺新學期（真琴）

2018年
- CaravanStories（艾達）
- 碧藍航線（磯風）

2019年
- Crash Fever（高海千歌）
- 怪物彈珠（2019年 - 2023年 華生、林德蟲、芙勞拉、威爾德）
- Love Live! 學園偶像祭 ALL STARS（高海千歌）
- 碧藍航線（能代）

2020年
- BATON=RELAY（高縁あかり）

2021年
- Heaven Burns Red（逢川惠）

2024年
- 人中之龍8（不二宮千歲, 《Honolulu City Lights》 日語版原唱）

### 舞台劇
2013年
- （相馬秋乃）

2015年
- Live Spectacle 《NARUTO-火影忍者-》（山中井野）[4][5]
- 庭球社～先輩とめぐりあう時間たち～（押本百合）
- 超級槍彈辯駁2 THE STAGE ～再會了絕望學園～（澪田唯吹）

2016年
- JYUKAI-DEN -桃源-（花林）
- 舞台版 地獄少女（武田里奈）
- Live Fantasy FAIRY TAIL（安潔兒）

2017年
- 超級槍彈辯駁2 THE STAGE ～再會了絕望學園～ 2017（澪田唯吹）
- Black Dice（臼田芽衣（咲子））

### 雜誌企劃
- Love Live! Sunshine!!（2015年4月~）- 高海千歌

### 電視節目
- 中居之窗（2017年9月27日）

### 廣播節目
主持人
- Radio Dottoai（日语：ラジオどっとあい）：伊波杏樹的奇思妙想真的真的沒問題嗎！？（AG-ON：2016年4月1日～2016年6月24日）
- Love Live! Sunshine!! Aqours浦之星女學院廣播!!!（HiBiKi Radio Station、音泉：2016年4月13日～2016年5月11日[註 2]、2016年11月23日～[註 3][18]）
- 伊波杏樹的Radio Curtain Call （超!A&G+：2018年10月4日～）[註 4]

## 音樂CD
| 發售日期 | 標題                                               | 名義                              | 樂曲                                    | 商業搭配                                                         |
| 2015年   | 2015年                                             | 2015年                            | 2015年                                  | 2015年                                                           |
| -------- | -------------------------------------------------- | --------------------------------- | --------------------------------------- | ---------------------------------------------------------------- |
| 2月12日  | OP&EDテーマ「Good Shepherd」「Life, Like, Party!」 | 伊波杏樹                          | 「Good Shepherd」                       | PlayStation Vita遊戲 主題曲 「大圖書館的牧羊人 -Library Party-」 |
| 9月30日  | Rejet Sound Collection vol.2 「LOVE GEYSER」       | 伊波杏樹                          | 「LOVE☆DON!!」                          | 『LOVE★DON!!★QUIXOTE』 系列主題曲                                |
| 10月7日  | 你的心靈是否光芒閃耀？                             | Aqours                            | 「Step! ZERO to ONE」 「Aqours☆HEROES」 | Love Live! Sunshine!!                                            |
| 2016年   |                                                    |                                   |                                         |                                                                  |
| 3月30日  |                                                    | 麻耶（水瀨祈） 繪里香（伊波杏樹） | 「Twilight Day's」                      | 「動畫同好會」系列                                               |
| 4月27日  | 想在AQUARIUM戀愛                                   | Aqours                            |                                         | Love Live! Sunshine!!                                            |
| 5月11日  | 元氣全開DAY! DAY! DAY!                             | CYaRon!                           |                                         | Love Live! Sunshine!!                                            |
| 7月20日  | 青空Jumping Heart                                  | Aqours                            | 「青空Jumping Heart」                   | Love Live! Sunshine!!                                            |
| 8月3日   | 下定決心Hand in Hand/ 最喜歡的話就沒問題！         | Aqours二年級組                    |                                         | Love Live! Sunshine!!                                            |
| 8月20日  | 從訴說夢想到歌唱夢想                               | Aqours                            |                                         | Love Live! Sunshine!!                                            |
| 9月14日  | 想用夢照亮夜空/不成熟的DREAMER                     | Aqours                            |                                         | Love Live! Sunshine!!                                            |
| 11月9日  | 思念合而為一吧/MIRAI TICKET                        | Aqours                            | 「MIRAI TICKET」                        | Love Live! Sunshine!!                                            |
| 11月23日 | 不會停止的Jingle Bell                              | Aqours                            |                                         | Love Live! Sunshine!!                                            |
| 2017年   |                                                    |                                   |                                         |                                                                  |
| 4月5日   | HAPPY PARTY TRAIN                                  | Aqours                            | 「HAPPY PARTY TRAIN」 「SKY JOURNEY」   | Love Live! Sunshine!!                                            |
| 5月10日  | 不久將來的Happy End                                | CYaRon!                           |                                         | Love Live! Sunshine!!                                            |
| 6月30日  | Landing action Yeah!!                              | Aqours                            | 「Landing action Yeah!!」               | Love Live! Sunshine!!                                            |
| 10月25日 | 未來的我們早已知曉                                 | Aqours                            | 「」 「」                               | Love Live! Sunshine!!                                            |
| 11月15日 | 勇氣在哪？在你的內心！                             | Aqours                            | 「」 「」                               | Love Live! Sunshine!!                                            |
| 11月29日 | MY舞☆TONIGHT/MIRACLE WAVE                          | Aqours                            | 「」 「」                               | Love Live! Sunshine!!                                            |
| 12月20日 | Awaken the power                                   | Saint Aqours Snow                 | 「」                                    | Love Live! Sunshine!!                                            |
| 2018年   |                                                    |                                   |                                         |                                                                  |
| 1月17日  | WATER BLUE NEW WORLD WONDERFUL STORIES             | Aqours                            | 「」 「」                               | Love Live! Sunshine!!                                            |

## 備註
1. ↑  音近日語綽號，常見於PTT、Komica等討論區，ㄤ漢語拼音:ang。
2. ↑  於每週三播出。5月11日之後的節目改由小林愛香接棒主持。
3. ↑  2016年11月23日起与小林爱香、小宫有纱一起担任固定主持。
4. ↑  開播時間2018年10月4日起，每週四晚上7:30～8:00 (GMT+9)。
5. 1 2 3 4 5 6 7 8  如無特別標明的話，凡指Aqours皆包括以下成員：
高海千歌（伊波杏樹）、櫻內梨子（逢田梨香子）、松浦果南（諏訪奈奈香）、黑澤黛雅（小宮有紗）、渡邊曜（齊藤朱夏）、津島善子（小林愛香）、國木田花丸（高槻加奈子）、小原鞠莉（鈴木愛奈）、黑澤露比（降幡愛）
6. 1 2  CYaRon為以下成員：
高海千歌（伊波杏樹）、渡邊曜（齊藤朱夏）、黑澤露比（降幡愛）
7. ↑  Aqours二年級組為以下成員：
高海千歌（伊波杏樹）、櫻內梨子（逢田梨香子）、渡邊曜（齊藤朱夏）

## 外部連結
- 伊波杏樹　OFFICIAL SITE （页面存档备份，存于）（日語）
- 伊波杏樹オフィシャルブログ「日々精進。」 （页面存档备份，存于）（停用）（日語）
- 伊波杏樹 公式ブログ Powered by LINE （页面存档备份，存于）（使用中）（日語）
- 伊波 杏樹 (@anju_inami)的X（前Twitter） （页面存档备份，存于）
- 伊波 杏樹 (@anju_inami)的Instagram帳戶 （页面存档备份，存于）
- 伊波杏樹 / Anju Inami的Facebook專頁 （页面存档备份，存于）